# Ketengban jezik
Ketengban jezik (ISO 639-3: xte; isto i Kupel, Oktengban), transnovogvinejski jezik s Nove Gvineje u Indoneziji, kojim govori oko 9 970 ljudi (2000) blizu granice s Papuom NG. 
Podklasificiran je zapadnoj mek podskupini, a ima nekoliko dijalekata: okbap, omban, bime, onya. Leksički mu je najbliži una [mtg], 69%.

## Vanjske poveznice
- Ethnologue (14th)
- Ethnologue (15th)
- The Ketengban Language